# Gul Dukat
Pour les articles homonymes, voir Gul et Dukat.
Personnage fictif de la série Star Trek: Deep Space Nine, Dukat (généralement désigné par sa fonction Gul Dukat) est un chef cardassien et un adversaire récurrent de Benjamin Sisko dont le rôle est joué par Marc Alaimo. Il apparaît dans l'ensemble de la série, dès l'épisode pilote L'Émissaire et jusque dans le dernier Le Jugement des Prophètes. Il est considéré par certains trekkies comme l'un des méchants les plus complexes et ambigus de toute l'histoire de Star Trek.

## Biographie
Lors de l'occupation de Bajor par les Cardassiens, Dukat exerce la fonction de préfet et commande la station orbitale Terok Nor. Après la perte de cette dernière, il retourne sur Cardassia, où il est un loyal membre du Commandement Central, luttant entre autres contre la guérilla du Maquis. Mais quand une révolution, rendue possible par l'effondrement de l'Ordre Obsidien, renverse le Commandement Central et remet les autorités civiles au pouvoir, Gul Dukat retourne sa veste, ce qui lui vaut d'être nommé conseiller militaire du Conseil civil.
Avec l'aide du major Kira Nerys, il retrouve sa fille illégitime, Tora Ziyal, que Kira Nerys le force à reconnaitre, ce qui lui vaut d'être déchu de sa fonction de Gul, et assigné au poste de commandant de cargo. Il parvient par la suite à s'emparer d'un oiseau de proie klingon, et commence une guerre solitaire contre leur empire. Mais face aux offensives militaires klingonnes et aux actes terroriste du Maquis (qui profitent de la guerre pour obtenir un soutien officieux des Klingons), il négocie secrètement l'entrée de l'Union Cardassienne au sein du Dominion.
Une fois leur statut de membre officialisé, les Cardassiens bénéficient de l'appui des Jem'Hadar, qui repoussent les Klingons hors des frontières cardassiennes et anéantissent le Maquis; en outre Dukat devient le chef de l'Union. Ayant battu les Klingons, qui se rallient à la Fédération, il parvient après à s'emparer de Deep Space Nine, mais la reperd de nouveau; ainsi que sa fille, abattue froidement par Damar. Cette perte le fait sombrer dans la plus grande détresse, voire carrément la folie. Il est alors fait prisonnier par Starfleet, mais s'échappe à la faveur d'une attaque des Jem'Hadar.
Poursuivant son idée de restaurer la grandeur de Cardassia, il s'empare d'une statuette bajorane enfermant un Pah-wraith, qu'il délivre et qui prend possession de lui. Dukat, possédé par le Pah-wraith, se téléporte sur Deep Space Nine, tue Jadzia Dax qui s'interposait, et le Pah-wraith détruit l'orbe de la contemplation de la station, avant de pénétrer dans le vortex et de le fermer, entraînant la destruction de tous les orbes; à l'exception d'un seul, appelée "Orbe de l’Émissaire", dont l'existence était inconnue jusqu'à sa découverte, quelques mois plus tard, par Benjamin Sisko.
La fin de sa vie physique sera dictée par son obsession de battre Benjamin Sisko. Grâce aux visions envoyées au Kai Winn Adami par les Pah-wraiths, il approchera l'ambitieuse et amère chef spirituelle de Bajor, qu'il manipulera mortellement pour accéder aux "Cavernes de Feu" sur Bajor, afin de tenter de délivrer les Pah-wraiths; et au passage, être investi de nouveaux pouvoirs maléfiques. Sa tentative, bien menée, sera finalement arrêtée par son rival, Benjamin Sisko, qui le poussera dans les flammes des "Cavernes de Feu", et l'enverra brûler pour l'éternité avec les Pah-wraiths.
- 2360 : Commandant de Terok Nor.
- 2365 : Désigne Odo chef de la sécurité de Terok Nor.

## Les thèmes liés au personnage
Les relations de Dukat avec les autres personnages de Deep Space Nine permettent aux scénaristes de développer certains thèmes fondamentaux de la série, ainsi que d'autres plus spécifiques. Ces relations sont développées à partir d'une situation initiale d'occupation précédant le début de Deep Space Nine ; c'est l'occasion pour les scénaristes de la série d'aborder des thèmes comme la distinction du bien et du mal, le pardon, le colonialisme, le révisionnisme historique, le terrorisme, la collaboration, la famille et le patriotisme.

### Dukat et Bajor:colonialismeetracisme
La planète Bajor occupe la place principale dans le scénario de Deep Space Nine. Elle est la terre natale et spirituelle de plusieurs personnages principaux, elle est également le centre de l'histoire des différents empires près du vortex auquel elle est liée par un lien religieux intemporel. Dukat, au cours de la série, interviendra à tous ces niveaux, individuel, historique et religieux.
En tant que préfet de Bajor occupée, Dukat admet porter la responsabilité de l'extermination de 5 millions de Bajorans, et de la mise en esclavage de tout un peuple dans des camps de travaux forcés. Ses crimes sont une allusion directe à la Shoah. Il est également responsable de mesures de rétorsion. Au début de la série, les crimes qu'il a commis font partie du passé, mais vont occuper une large place à chacune de ses apparitions, tant parce que Dukat cherchera à se justifier, que parce que ses actes sont un objet constant de haine de la part de ses anciens ennemis. 
Dans les premières saisons, il se pose en réconciliateur retors, mais le personnage prend une dimension nouvelle aux contacts de plus en plus fréquents des personnages principaux. Il s'est ainsi exprimé à plusieurs reprises sur sa conduite lors de l'occupation, estimant avoir fait preuve de générosité et de clémence à l'égard des Bajorans, bien que ceux-ci soient employés comme esclaves sur la station. Affecté par des accusations qui souillent à ses yeux son honneur, il se réfugie derrière sa fonction, affirmant avoir obéi aux ordres, tout en cherchant à adoucir la situation des Bajorans, en essayant par exemple d'interdire le travail des enfants :
Gul Dukat : « Sur Bajor, j'appliquais les lois, je ne les faisais pas. Sans cela, les choses auraient tourné de façon différente. »
Sa conception paternaliste de l'occupation repose sur la conviction de l'infériorité raciale du peuple soumis : 
Gul Dukat : « Dès l'instant où nous sommes arrivés sur Bajor, il était évident que notre race était la race supérieure. Mais ils n'ont pas pu l'accepter. Ils voulaient être traités comme nos égaux alors qu'ils ne l'étaient pas. Que ce soit militairement, technologiquement ou culturellement. Nous avions près d'un siècle d'avance sur eux dans tous les domaines. Nous n'avons pas choisi d'être la race supérieure, mais c'est le destin. Cela aurait été tellement plus simple pour tout le monde que les Bajorans acceptent leur rôle. »
Il faut pour lui veiller sur ce peuple, qui doit en retour exprimer sa reconnaissance. Aussi les vaincus doivent-ils être amenés à reconnaître la supériorité naturelle des vainqueurs, et non être exterminés :
Gul Dukat : « Une victoire n'en est une que lorsque l'ennemi admet qu'il a eu tort de s'opposer à vous. Qu'on l'a forcé à reconnaître votre grandeur. »
Weyoun : « Ensuite, on les tue quand même ? »
Gul Dukat : « Uniquement si c'est nécessaire. »
Il semble avoir éprouvé sincèrement de l'amertume à ne pas être payé de retour :
Gul Dukat : « La plus grande désillusion de ma vie, c'est que les Bajorans refusent toujours de voir en moi un libérateur envoyé par la providence. Je les ai protégés de mille dangers, j'ai veillé sur eux comme un père veille sur ses enfants. Mais aujourd'hui, y a-t-il ne serait-ce qu'un buste de moi sur Bajor ? »
Weyoun : « — Je parierais que non. »
Gul Dukat : « — Et vous gagneriez. »
L'ensemble de ces éléments, dispersés dans la série, permettent de faire un parallèle entre les idées de Dukat, fonctionnaire sadique au service d'une idéologie impérialiste et raciste, et l'idéologie nazie.

### Dukat etKira:collaborationourésistance
Les personnages de Dukat et de Kira se trouvent tous deux confrontés aux problèmes de l'occupation, mais de deux points de vue contradictoires : pour Dukat, en effet, et pour tous les cardassiens, les actes de résistances des Bajorans sont des actes de terrorisme qui justifient des mesures de sécurité radicales. Pour Kira, et tous les Bajorans, présentés comme un peuple pacifique et fortement religieux devenu un peuple de combattants par nécessité, la résistance est une activité de survie qui implique des actes immoraux. L'alternative présentée par le personnage de Kira est donc de choisir entre une collaboration honteuse, dont le paradigme est la mère de Kira se donnant à Dukat pour sauver les siens, et des actes culpabilisants dont il faut porter le poids toute sa vie.

### Dukat et sa fille Ziyal: l'impossiblepardon
Le personnage de Tora Ziyal est à demi-bajoran, à demi-cardassian. Cette dualité, qui reflète les ambiguïtés du père, est dramatisée de deux manières : d'une part, Dukat, père aimant, souhaite obtenir le pardon de sa fille, ce qui reconduit le thème de la reconnaissance du personnage, désirant légitimer son rôle historique lors de l'occupation de Bajor ; d'autre part, Ziyal se trouve tiraillée entre son amour pour son père et l'horreur qu'elle éprouve à l'égard des atrocités qu'il a commises.
L'issue de ce drame est le meurtre de Ziyal par Damar, à la suite de sa trahison, du point de vue cardassien. Ainsi les deux facettes contradictoires de Dukat se trouvent-elles disjointes, Dukat ayant perdu toute possibilité de se faire pardonner par l'être qu'il aimait le plus. Il sombre alors dans la folie, puis œuvre de nouveau à la « renaissance » de Cardassia, retrouvant alors son statut de méchant à part entière dans la série.

### Dukat et Benjamin Sisko: rivalité et reconnaissance
La relation des deux hommes se fait le plus souvent à distance pendant une grande partie de la série, Dukat exprimant à plusieurs reprises son admiration à l'égard du caractère déterminé de Sisko. Cette relation se construit sur fond de rivalité dont l'enjeu est le commandement de Deep Space Nine. Dukat reprendra brièvement la station, grâce au Dominion, mais ne pourra rien contre l'intervention des prophètes annihilant la flotte Jem'Hadar à la demande de son rival.
Une situation de rapprochement, comparables à celles de Dukat et Kira et à toutes les situations de rapprochements de cette série (situations classiques qui permettent de développer les liens, d'amitié en particulier, entre deux personnages), se produit lorsqu'ils échouent tous deux sur une planète, et sont forcés de collaborer pour survivre. Alors que le rapprochement entre Dukat et Kira pouvait laisser planer des doutes sur les sentiments de cette dernière, la réaction de Sisko va mettre un terme à l'ambiguïté du personnage entretenue par les scénaristes. 
Dukat s'occupe des graves blessures de Sisko, et, victime d'hallucinations, tente de profiter de la situation pour le convaincre de la légitimité de ses actions lors de l'occupation. Après la mort de sa fille, remis en apparence de sa folie, Dukat essaie ainsi, entre folie des grandeurs et désir de justification, de convaincre la seule personne restante pour qui il éprouve une forme de respect :
Gul Dukat : « Vous pouvez parler. Il n'y a personne. Rien que vous et moi. Personne à impressionner. Personne pour vous juger. Nous pouvons être honnêtes l'un envers l'autre. Alors dites-moi… Que pensez-vous vraiment de moi ? […] Je ne crois pas que vous soyez totalement franc, Benjamin. Vous n'hésitez pas à émettre des jugements brutaux quand il le faut. C'est l'une des caractéristiques d'un bon commandant. Alors maintenant, dites-moi ce que vous pensez de moi. Je ne crois pas vous laisser indifférent. »

### Larhétoriquede Dukat et lerévisionnisme historique
Un aspect important et souvent souligné du personnage de Dukat est son caractère bavard et vaniteux, traits présentés dans la série comme spécifiques aux cardassiens. Sur ce point, il est comparable à Garak, autre cardassien et menteur forcené. La rhétorique cardassienne tente de brouiller les lignes du bien et du mal, et de présenter l'histoire en faveur des occupants. Même Garak, personnage pourtant du côté des bons, tente de convaincre les bajorans du caractère bénéfique de l'occupation.
Dès les premiers épisodes, l'occupation est cependant présentée d'abord du point de vue bajoran comme une boucherie qui évoque l'idéologie nazie. Mais la série est également ponctuée de plusieurs discours rhétoriques modérés et conciliants de Dukat, présentant l'occupation d'une manière positive. Ainsi, lorsqu'il s'adresse à des femmes bajorannes enlevées pour servir de femmes de réconfort :
Gul Dukat : « Je suppose que certaines d'entre vous se sentent un peu mal à l'aise. Je suis conscient que parmi la population bajorane, beaucoup pensent que les Cardassiens sont tous à craindre, que nous sommes cruels et sans cœur. J'espère changer ça. Pas avec des mots. Avec des actes. J'espère que vous parviendrez à apprécier la meilleure partie de notre nature. Je vous assure que nous pouvons faire preuve d'une grande bonté. »
Ces discours de propagande, ainsi que les actions terroristes des bajorans, conduisent le spectateur à se demander quelle version de l'histoire est la vraie, jusqu'à ce que l'impérialisme racial des Cardassiens soit explicitement exprimé au cours de la série et que Sisko porte un jugement définitif sur Dukat.

### Dukat et les femmes
Deux thèmes se dégagent à travers les relations que Dukat entretient avec les femmes. Le premier est celui de la famille, qui tient un rôle essentiel dans l'existence de tout cardassien ; le second est encore une fois celui de la collaboration et de la résistance, puisque la quasi-totalité des femmes qui apparaissent en relation avec lui dans la série sont des bajorannes. Ces relations féminines permettent de scénariser les différentes attitudes prises par les Bajorans à l'égard de leurs oppresseurs, et la volonté affichée de Dukat de séduire ceux qu'il souhaite soumettre : il applique ainsi la même conception du rapport entre oppresseurs et opprimés aux rapports entre hommes et femmes, conception qui tourne autour de sa personnalité en quête de reconnaissance et de domination.
- Tora Naprem, mère de Tora Ziyal ;
- Kira Meru, mère de Kira Nerys et qui fut forcée de devenir la maîtresse de Dukat ;
- Kira Nerys, que Dukat tente de séduire.

### L'Émissaire des Pah-Wraiths
Après son échec à tenir la station et la réouverture du vortex, Dukat revient en se proclamant émissaire des Pah-Wraiths, ennemis des dieux bajorans, dans Le culte (Covenant, 7 - 09).

## Analyses des apparitions
Le personnage de Gul Dukat apparaît 33 fois dans la série. Présenté tout d'abord comme un occupant sanguinaire, il apparaît un moment comme un personnage capable de se réformer moralement et cherchant le pardon, avant de sombrer définitivement dans la folie et le mal.
- Saison 1 :
  - L'Émissaire
  - Duel
- Saison 2 :
  - Le Retour
  - Les Cardassiens
  - Démons intérieurs
  - Le Maquis : 1re partie
  - Le Maquis : 2e partie
- Saison 3 :
  - Destruction imminente
  - Le Défiant
  - Les Explorateurs
- Saison 4 :
  - La Tradition du guerrier [1/2]
  - La Tradition du guerrier [2/2]
- Saison 5 :
  - L'Apocalypse (Apocalypse Rising)
  - Les Condamnés (Things Past)
  - À l'ombre du purgatoire (In Purgatory's Shadow)
  - À la lumière de l'enfer (By Inferno's Light)
  - Les Liens du sang et l'eau (Ties of Blood and Water)
  - L'Appel aux armes (Call to Arms)
- Saison 6 :
  - A Time to Stand
  - Sons and Daughters
  - Behind the Lines
  - Favor the Bold
  - Far Beyond the Stars
- Saison 7 :
  - Covenant
  - Penumbra
  - 'Til Death Do Us Part
  - Strange Bedfellows
  - The Changing Face of Evil
  - When It Rains...
  - What You Leave Behind, Parts I and II

### Indiscrétion(4, 05)
Kira est envoyée en mission pour retrouver les restes d'un vaisseau transportant des bajorans. À sa grande surprise, Dukat se propose de venir avec elle. Ils commencent à sympathiser au cours de leurs recherches, puis Dukat finit par expliquer la raison de sa présence : le vaisseau transportait sa maîtresse bajoranne et sa fille. 
Cet épisode est l'un des plus significatifs du caractère ambigu de Dukat. Seuls des aspects susceptibles de rendre le personnage sympathique sont mis en avant : son amour sincère pour une bajorane, son amour pour sa fille, son sens de l'humour et sa capacité à surmonter les préjugés de son espèce, ce qui lui permet d'accepter sa fille en dépit des interdits sociaux et raciaux qui exigeaient de lui qu'il la tue. Dukat en affrontera les conséquences : sa femme et ses enfants le quitteront, et il sera relégué au poste de capitaine de cargo. Tout fait donc ici de Dukat un personnage que l'on qualifierait, sur cette seule base, de bon.

### Touché par la grâce(4, 14)
Kira se retrouve sur un vaisseau-cargo Cardassien qui doit la transporter à une conférence. Le commandant du vaisseau est Dukat, à présent dégradé pour avoir ramené sur Cardassia sa fille illégitime.
Cet épisode poursuit l'exploration des relations que peuvent entretenir un ancien occupant déchu avec une résistante qui voyait en lui l'incarnation de l'oppression.

### Le Sacrifice des anges
Dans cet épisode, Gul Dukat perd DS9, en partie à cause de la trahison de sa fille, Tora Ziyal, qui est exécutée sous ses yeux par Damar. Dukat sombre alors dans la folie.

### La Danse de la folie
À la suite de la mort de sa fille, Dukat commence à avoir des hallucinations, et cherche à tout prix à convaincre Benjamin Sisko de la légitimité de ses actes pendant l'occupation de Bajor. Comme avec sa fille, Dukat apparaît ici comme un personnage mauvais et manipulateur, mais ayant besoin de se sentir justifié aux yeux de ceux qu'il aime ou admire. Cette schizophrénie morale, qui l'empêche de tuer Sisko, conduit ce dernier à juger Dukat comme une incarnation du mal. Cet épisode met un terme à l'ambiguïté du personnage, sur laquelle les scénaristes avaient joué jusque-là. Cela est signifié par le dernier dialogue de l'épisode :
Benjamin Sisko : « Vous savez, parfois la vie semble compliquée. Rien n'est vraiment bon ni vraiment mauvais. Tout semble gris. Puis en passant quelque temps avec un homme comme Dukat, vous vous rendez compte que le mal absolu existe. »

### Les péchés du passé
Dukat appelle Kira, et lui révèle que la mère de celle-ci était sa maîtresse, en tant que femme de compagnie des cardassiens.

### Les Larmes des prophètes
Dans cet épisode, Dukat, possédé par un Pah-wraith (ennemi des prophètes bajorans), tue Jadzia Dax.